# Моника Гелър
Моника Елизабет Гелър-Бинг е измислен персонаж от известния американски сериал Приятели. Ролята се изпълнява от Кортни Кокс-Аркет. Моника е известна като „майката“ в групата и нейният апартамент в Гринуич Вилидж е основното място, където шестимата приятели се събират. Тя е грижовна към приятелите си и е известна със своя обсебващ характер и състезателен дух. В българския дублаж на БНТ Моника се озвучава от Илиана Балийска и от Стефани Рачева в този на bTV.

## Биографични данни
Моника е по-малката сестра на Рос Гелър, и приятелка от гимназията на Рейчъл Грийн, бивша съквартирантка на Фийби, а по-късно – съпруга на Чандлър Бинг – приятелят на Рос от колежа. В сериала става ясно, че като дете Моника е била с доста наднормено тегло, тежейки близо 115 килограма в гимназията.
Моника се запознава с приятеля на Рос – Чандлър, когато двамата са в колеж. След като го чува без да иска, че я нарича дебела, Моника се амбицира и за кратко време (през първата година в колежа), тя отслабва значително. Чандлър е този, който всъщност ѝ предлага да стане готвач, и това е нейната кариера. Моника и Чандлър се събират в края четвърти сезон, на сватбата на Рос в Лондон, а се женят в края на седми сезон.
В началото, Моника дели своя апартамент с Фиби, която се измества още преди сериала да започне, защото се страхува, че приятелството им може да се разпадне, заради вманиачеността на Моника. През по-голямата част от сериите, съквартирантка на Моника е Рейчъл. В първия епизод, Рейчъл избягва от сватбата си с Бари Фарбър и се нанася при Моника. Моника се запознава с Джоуи Трибиани, когато той се нанася при Чандлър, който живее в апартамента отсреща.
Нейната основна реплика е въодушевеното и пискливо „ЗНАМ!“, която и другите приятели използват в някои моменти на сериала.

## Семейство Гелър
Въпреки че Моника и Рос са доста привързани един към друг, съществува голяма конкуренция между тях. Когато са били деца, Рос често е погаждал номера на Моника и е бил доста жесток към нея. И макар че тя вече му е простила, те често изпадат в детински спорове.
В десети сезон, Моника и Рос, за свой ужас, откриват, че на едно парти в тийнейджърските им години, те са се целували. Рос обяснява, че е отишъл до леглото си и в тъмното е целунал припадналата там Рейчъл (която е била легнала под купчина палта). Чандлър му пояснява тогава, че всъщност е оставил Рейчъл на своето легло, което означава, че на леглото на Рос всъщност е лежала Моника. Рос е объркан и твърди, че Рейчъл е била под купчина палта, а Моника отвръща: „АЗ БЯХ купчината палта!“. Рос е много разочарован да разбере, че първата му целувка с Рейчъл е била всъщност с Моника. Моника от своя страна е ужасена да разбере, че Рос е бил нейният „мистериозен среднощен ухажор“, както и първата целувка в живота.
Моника и Рос са особено настървени един срещу друг, когато родителите им са наоколо, а Моника чувства, че те предпочитат брат ѝ. Джуди Гелър е много критична към Моника и понякога забравя (очевидно), че има две деца. В един епизод, Рос и Чандлър пускат фалшиви съобщения в колежанския си форум един за друг. Чандлър написва, че Рос е починал и по-късно, успокоявайки майка си по телефона, че това всъщност не е вярно, Рос ѝ казва: „А дори и да бях умрял, нямаше да останеш бездетна“. Майка му очевидно е забравила за дъщеря си, тъй като Рос вдига поглед към камерата и остро извиква „МОНИКА!“, напомняйки на Джуди за съществуването на дъщеря ѝ. Подобно на това, когато Рейчъл и Моника помагат на Фиби да се приготви за срещата с родителите на Майк, Рейчъл казва, че майката на Рос веднъж ѝ казала, че тя е „като дъщерята, която никога не е имала“.
Джуди Гелър винаги е казвала на Моника да се омъжи. Джак Гелър, бащата на Моника е евреин, а майка ѝ не е. Няколко пъти в сериала става на въпрос, че Моника е еврейка.
В края на 8 епизод, в болницата, Джуди пренебрегва Моника, когато тя ѝ маха. Отношенията ѝ с баща ѝ са някак по-близки. След раздялата ѝ с Ричард, Джак я посещава просто за да види как е. В един епизод на първи сезон, Джак казва на Моника да не слуша майка си и е горд, че тя е толкова независима. Освен това я хвали, че е умна и напомня колко много тя е четяла като малка и как е обичала да реди пъзели. Той често я нарича своята „малка Хармоника“. Моника и Чандлър кръщават сина си Джак на нейния баща.

## Чандлър и Моника
Моника започва тайна връзка със своя близък приятел Чандлър в Лондон, на катастрофалната сватба на Рос с втората му жена Емили Уолтъм в края на сезон 4; след като пиян гост обърква Моника с майката на Рос, Чандлър ѝ оказва емоционална подкрепа. В един момент, той ѝ казва, че тя често е „най-хубавото нещо в стаята“. Това в крайна сметка, води до секс в нощта преди сватбата на Рос. Когато тяхната забежка се превръща в по-дълбока връзка, Моника и Чандлър се опитват да я запазят в тайна от приятелите си, а Рос остава последният който научава, в средата на сезон 5, когато ги вижда да се целуват през прозореца на новия си апартамент. След като едва не се оженват в Лас Вегас, в края на сезон 5, Чандлър се нанася при Моника, когато се връщат в Ню Йорк, заради което Рейчъл се изнася от апартамента. След едногодишен годеж, който се случва в края на шести сезон, двамата се женят в края на сезон 7. Във финала на сериала, двамата присъстват на раждането на своите осиновени близнаци – Джак и Ерика.
Моника и Чандлър за малко да не се сгодят, защото един от бившите гаджета на Моника – Ричард Бърк (изигран от Том Селек), се връща в живота ѝ. Ричард е значително по-възрастен от Моника (21 години), но двамата се влюбват лудо във втори сезон. Те се разделят в края на същия сезон, защото Моника иска брак и деца, а Ричард не желае да има деца отново. Случайна среща с Моника в шести сезон, запалва отново страстта на Ричард към нея и той ѝ признава, че иска да има деца от нея. Моника го изслушва, защото е убедена, че Чандлър не иска да се жени (Чандлър първоначално я убеждава, че не иска да се жени, за да може предложението му да бъде изненада). Моника осъзнава това и не предприема нищо с Ричард. Ричард също избира да не търси връзка, когато разбира, че Чандлър е готов да ѝ предложи; вместо това той се отдръпва, за да може те двамата да бъдат заедно. Моника и Чандлър имат романтична сватба – като се остави настрана странното облекло на Джоуи (и това, че той провежда церемонията) и откритието, че Рейчъл е бременна.

## Личност

### Чистота
Маниачката на тема чистота, Моника е комично обсебена от чистотата на апартамента си и обича да чисти (тя описва прахосмукачката си като своя Дисниленд). Тази черта на личността ѝ става прогресивно преувеличавана по време на сериала. Ето някои примери:
- Тя подрежда хавлиите си в 11 категории – „всекидневни“, „луксозни“, „за гости“ и „луксозни за гости“
- Слага етикетчета на всичко – от чиниите до снимките.
- Чандлър може да я събуди само с думите „Вероятно няма да разлея Chandler кафе по целия кухненски под.“
- Когато Рос ѝ казва, че една от бившите му приятелки има изключително мръсен апартамент, Моника не може да спи цяла нощ, мислейки за това; накрая на епизода (след като Рос се разделя с момичето), тя се появява на вратата ѝ, готова да почисти.
- В сезон 1, тя се опитва да бъде „ексцентрична“ и да не ѝ пука за подредеността на апартамента, и оставя чифт обувки на средата на дневната, но остава будна цяла нощ, чудейки се дали да не отиде да ги прибере.
- В друг епизод, става ясно, че тя има материали да почисти кола, макар че дори не притежава такава, а просто един ден е видяла много мръсен автомобил пред блока си. Отишла е да го измие, заедно с шест други.
- В сезон 5, Рейчъл не иска да отиде на очен преглед, и се опитва да спре Моника като разпилява кутия овесени ядки. Моника първоначално се преструва, че не ѝ пука, но когато излизат от апартамента, тя се връща секунди по-късно, карайки Чандлър да почисти.
- В сезон 6, става ясно че Рейчъл дори не е започнала да опакова, когато от нея се очаква да е приключила. Рейчъл се защитава, като казва, че това е подарък за Моника. Моника е развълнувана, самоназначава се като координатор и казва: „Толкова съжалявам! Аз не съм ти взела нищо!“
- Тя е обсебена до толкова, че дори чисти своите уреди за почистване, използвайки малка прахосмукачка за праха по-голямата, и мечтайки да има дори по-малка за малката.
- В сезон 10, когато Фийби ѝ казва, че не са могли да се срещнат, защото е „почиствала и организирала“ апартамента си, за да може Майк да се нанесе, Моника ѝ „прощава“ и отива в апартамента на Фийби със своята машинка за етикетчета.
- В сезон 3, когато Марк пита Рейчъл защо всички чаши имат номерца, Рейчъл казва, че Моника им слага етикетите, за да знае коя точно липсва.
- След партито за рождения ден на Рейчъл, Рейчъл предлага на Моника да ѝ помогне с почистването, на което Моника отговаря: „Шегуваш ли се? Ти получи своето парти, сега е мой ред!“
- В един епизод, Рейчъл говори с Фийби за целувката си с Гавин, когато Моника пита как така не е видяла, след като е станало на нейния балкон, на което Фийби отговаря: „Беше след партите – вероятно си гладила опаковъчната хартия“
- В друг епизод, Чандлър почиства целия апартамент (след като се е нанесъл), като изненада за Моника, а Рос му обяснява, че тя ще го „убие“ ако нещо не е на точното си място. Тя се връща вкъщи след тежък ден на работа и забелязва, че апартамента е различен (макар да изглежда абсолютно същия). Освен това, Рейчъл също чисти апартамента през първия епизод и премества зелената табуретка, което много разстройва Моника. Чандлър възкликва към Рейчъл „Слава Богу, че не си се опитал да подредиш списанията, тя щеше да ти издере очите“
- Когато Моника и Чандлър са заедно, Моника открива, че нито едно от CD-тата на Чандлър не е в своята кутийка, а той обяснява „Когато не мога да намеря точната кутийка, просто го слагам в най-близката“, на което Моника отвръща нервно „Ок, няма нужда от паника... всички да си поемат дълбоко въздух. Просто ще прекарам повече време да ги подредя“.

### Състезателен дух
Моника е много състезателна, дори веднъж е хвърлила чиния от яд, по време на игра на Асоциации, и зявява, че „правилата помагат да се контролира забавлението“. Когато Джоуи и Рос веднъж си подхвърлят една топка в апартамента на Джоуи, Моника се включва в играта и я превръща в състезание, за да проверят колко най-дълго могат да издържат без да я изпускат. Тя освен това хвърля топката толкова силно към Рос, че той възкликва: „Моника, стига хвърля топката толкова силно! Ние сме в един отбор!“. Понякога, обаче, нейният състезателен дух стига твърде далече. Един от най-интересните примери за това е, когато Моника проиграва апартамента си по време на една тривиа, направена от Рос. Когато тя и Рейчъл губят при последния въпрос, те са принудени да разменят апартамента си с този на Джоуи и Чандлър. По-късно си го връщат, съгласявайки се да се целуват в продължение на една минута.
Моника демонстрира и атлетичност, която заедно с нейната състезателност, я правят страшна дори и срещу момчетата, особено във фузбол. По време на пътуването на групата до Барбадос, Моника е обсебена от мисълта да победи гаджето на Фийби, Майк, на тенис на маса и двамата започват един многочасов маратон. Понякога, обаче, Моника може да бъде твърде груба. Докато се опитва да направи чувствен масаж на Чандлър, тя го наранява до толкова, че му се иска да крещи. Освен това, когато е била малка, Моника е счупила носа на Рос при една игра на американски футбол.

### Властност
Една от отличителните черти на Моника е, че тя е много властна. Това е най-добре изразено във връзката ѝ с Чандлър, където тя печели повечето от техните спорове. След като двамата се събират, тя му обяснява, че „Ти никога повече няма да печелиш!“
- Когато Моника става сватбен агент на Фийби, тя подрежда събитията според „военното време“. Освен това сърдито почуква по часовника си и прочиства гърлото си, когато речта на Фийби се оказва доста дълга.

- В пети сезон, тя и Фийби подготвят парти-изненада за рождения ден на Рейчъл и Моника се самоназначава за отговорник по всичко освен чашите и леда, които дава като отговорност на Фийби. Фийби обаче, изненадва Моника като донася стотици чаши (някои от които дори превърнати в декорация) и различни видове лед – натрошен, на кубчета и сух.

### Връзки и деца
Моника е жена, която желае да има връзка и деца. Преди и след връзката си с Ричард, тя често е притеснена, че няма приятел. Рано в сериала, Моника мечтае да има дете и скъсва с Ричард точно поради това, че той не иска. След Ричард, Моника сериозно обмисля да си отгледа дете като самотна майка чрез изкуствено осеменяване. Интересното че, че преди да се съберат с Чандлър, двамата обсъждат идеята да се оженят и да имат бебе, ако и двамата не са женени докато навършат 40. Накрая, когато се женят, те се опитват да си заченат дете, но опитите им са неуспешни. Решават да осиновят и са избрани от бременна тийнейджърка, на име Ерика. Те са избрани, защото агенцията обърква досието им и според тях Чандлър е лекар, а Моника – свещеник. След дълги разговори, Чандлър успява да убеди Ерика все пак да им даде детето. Тя се съгласява и в последния епизод става ясно, че тя ще роди близнаци. След раждането Моника и Чандлър решават да ги кръстят Ерика Бинг, на рождената майка и Джак Бинг – на бащата на Моника, въпреки че когато Рейчъл мисли име за дъщеря си, Моника казва, че нейните деца биха се казвали Ема и Дейниъл.

## „Дебелата Моника“
Рано в сериала става ясно, че Моника е била доста дебела като дете и като тийнейджър. Моника е с такова тегло до 18-годишна възраст, и отслабва, след като дочува, че Чандлър я нарича „дебела“ на един Ден на благодарността. Тя отслабва като танцува нон-стоп по няколко часа в продължение на няколко седмици. Сценаристите често използват ретроспекция в сериала да покажат дебелата Моника (Кортни-Кокс Аркет носи костюм). В един епизод, групата приятели гледа старо видео от абитуриентския си бал, и всички са изненадани да видят колко е тежала, а Джоуи дори извиква: „Някакво момиче е изяло Моника!“. Това е и първият епизод, където виждаме „големия нос“ на Рейчъл. Моника се опитва да се защити, твърдейки, че камерата добавя поне пет килограма, на което Чандлър бързо отговаря: „А с колко камери те снимаха?“
|  | Тази страница частично или изцяло представлява превод на страницата Monica_Geller в Уикипедия на английски. Оригиналният текст, както и този превод, са защитени от Лиценза „Криейтив Комънс – Признание – Споделяне на споделеното“, а за съдържание, създадено преди юни 2009 година – от Лиценза за свободна документация на ГНУ. Прегледайте историята на редакциите на оригиналната страница, както и на преводната страница, за да видите списъка на съавторите. ВАЖНО: Този шаблон се отнася единствено до авторските права върху съдържанието на статията. Добавянето му не отменя изискването да се посочват конкретни източници на твърденията, които да бъдат благонадеждни. |

1. ↑  Кара Хедаш. Приятели:Какво би могло да бъде средното име на Моника Гелър //   Кара Хедаш, 2020. Посетен на 2020-05-06.